# Лулав (иудаизм)

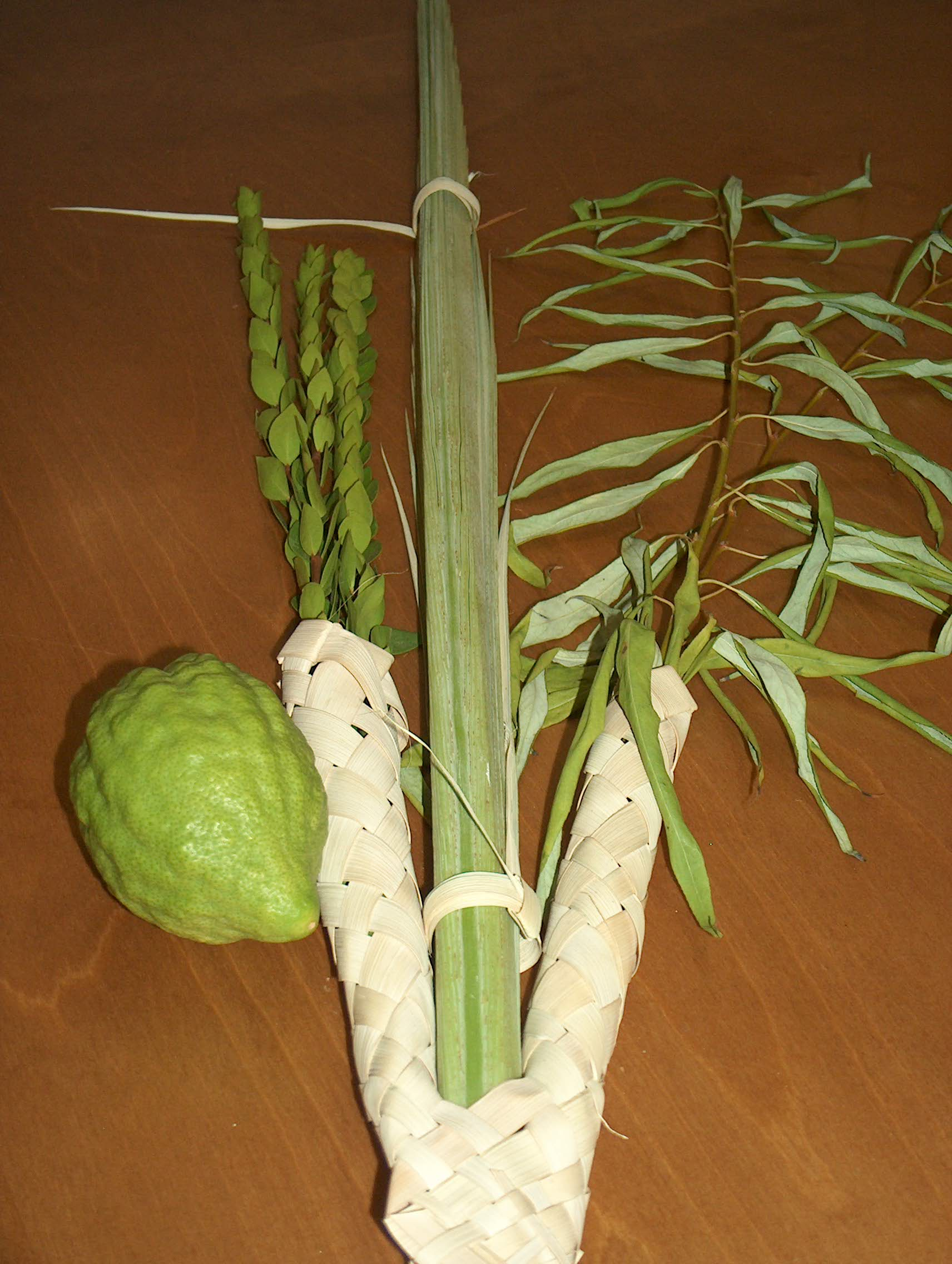
Четыре вида растений на Суккот.
Слева направо: этрог, мирт, пальма, верба

Лула́в (от иуд.-арам. לולבא; ивр. לולב‎ — «побег, молодая ветвь», от לבלב‎ — «пускать ростки») — ветви финиковой пальмы, которые поднимали вверх в торжественных шествиях (праздновании победы, приветствии царя, освящении Храма). Пальмовые ветви служили эмблемами радости и праздничного настроения.
Обряд имеет название «вознесение лулава» (נטילת לולב‎, нетилат лулав). Обряд связан с молитвой в первый день праздника Суккот об осеннем дожде, а потрясание лулавом на четыре стороны света вызывает ветер, приносящий дождь. Семь дней праздновали в Храме, а вне Храма — лишь один день, но согласно постановлению раввинов, евреям следует праздновать с лулавом семь дней и вне Храма. В Храме обряд состоял в том, что в первые шесть дней праздника совершали шествие с лулавом в руках вокруг алтаря один раз, а в седьмой день (Хошана раба) — семь раз, читая при этом молитву «Ана адонай», а вне Храма лулавом трясут во время чтения молитвы «Галель» на этом же стихе (Пс. 117:25). Шествие с лулавом на протяжении семи дней Суккота является одной из 613 заповедей Торы (Лев. 23:40).
При совершении обряда лулав должен быть перевязан с тремя миртовыми и двумя вербными ветвями. В Суккот при пении стихов Пс. 117:1—4 и 117:25 евреи совершают установленные движения пальмовой ветвью (лулавом) вправо и влево, вперёд и назад, вверх и вниз (восток, юг, запад, север, вверх и вниз, вперёд и назад). Согласно Каро — א‎ — восток, נא‎ — юг, הו‎ — запад, שי‎ — север, עה‎ — вверх, נא‎ — вниз, а слово адонай читают без движения лулавом. Согласно Лурии — юг, север, восток, вверх, вниз, запад. Согласно Маймониду — вверх, вниз, от себя, к себе.
Обряд толкуют аггадически наличием четырёх необходимых растений, символизирующих четыре касты израильского народа. Верба не обладает хорошими запахом и плодом — это еврейские бедняки-неучи. Мирт хорошо пахнет, но не приносит плода — это класс бедняков-учёных. Финиковая пальма лишена аромата, но богата вкусными плодами — это богачи-неучи. Этрог — плод, который обладает и ароматом и вкусом — это учёные. Существуют иные интерпретации, почему необходимы именно четыре растения: это символизирует Божественные качества, в память о трёх патриархах (Аврааме, Исааке, Иакове) и Иосифе, в память о трёх матриархах (Саре, Лии, Рахили, Ревекке), в память о Великом Синедрионе, о четырёх органах тела (позвоночник, сердце, глаз, рот).
Саддукеи, боэтусеи, караимы отвергали этот обряд, также у самаритян не принят обряд лулава в Суккот. Так, караимы и самаритяне понимают библейский отрывок Лев. 23:40 как указание об украшении сукки. Фарисеи, именно ввиду протеста саддукеев, настаивали на совершении этого обряда в субботу, подчёркивая тем самым важность обряда, равносильного библейскому предписанию.
В Библии пальмовые ветви упомянуты в связи с праздниками; так, пальмовыми ветвями евреи встречали въезжавшего в Иерусалим верхом на ослёнке Иисуса Христа (Ин. 12:13; Мф. 21:8; Мк. 11:8), евреи несли пальмовые ветви при праздновании победы (1Мак. 13:51), приветствии царя (1Мак. 13:37; 2Мак. 14:4), освящении Храма (2Мак. 10:7), исполнении заповеди жить в шалаше (Неем. 8:15).
Пальмовые ветви занимают важное место в православном празднике Входа Господня в Иерусалим, который поэтому называют «Неделей ваий» или «Пальмовым воскресеньем» (хотя в православии пальмовые ветви традиционно заменяют ветвями вербы, отчего он также носит название «Вербного воскресенья»). У сефардов, кроме того, принято совершать шествие вокруг могилы перед погребением. Пальмами были украшены похороны И. С. Сталина. Пальма часто изображена на барельефных украшениях, мозаиках и стенных росписях древних синагог, её используют в качестве символа победы при награждении (Золотая пальмовая ветвь в кинематографии, Пальмовая ветвь в скаутизме).

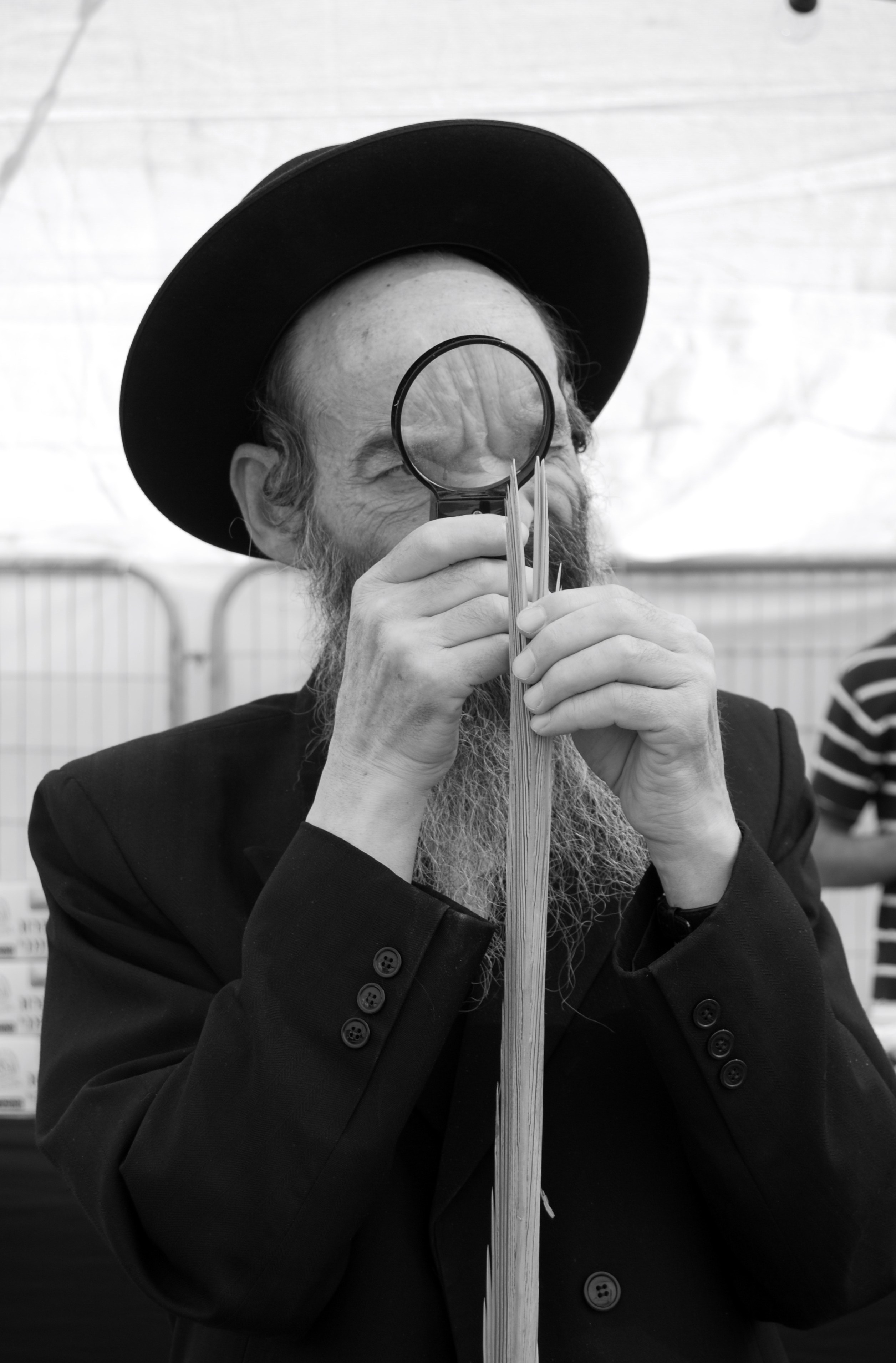
Ортодоксальный еврей исследует концы пальмовой ветви под увеличительным стеклом на отсутствие излома, что ему представляется критически важным
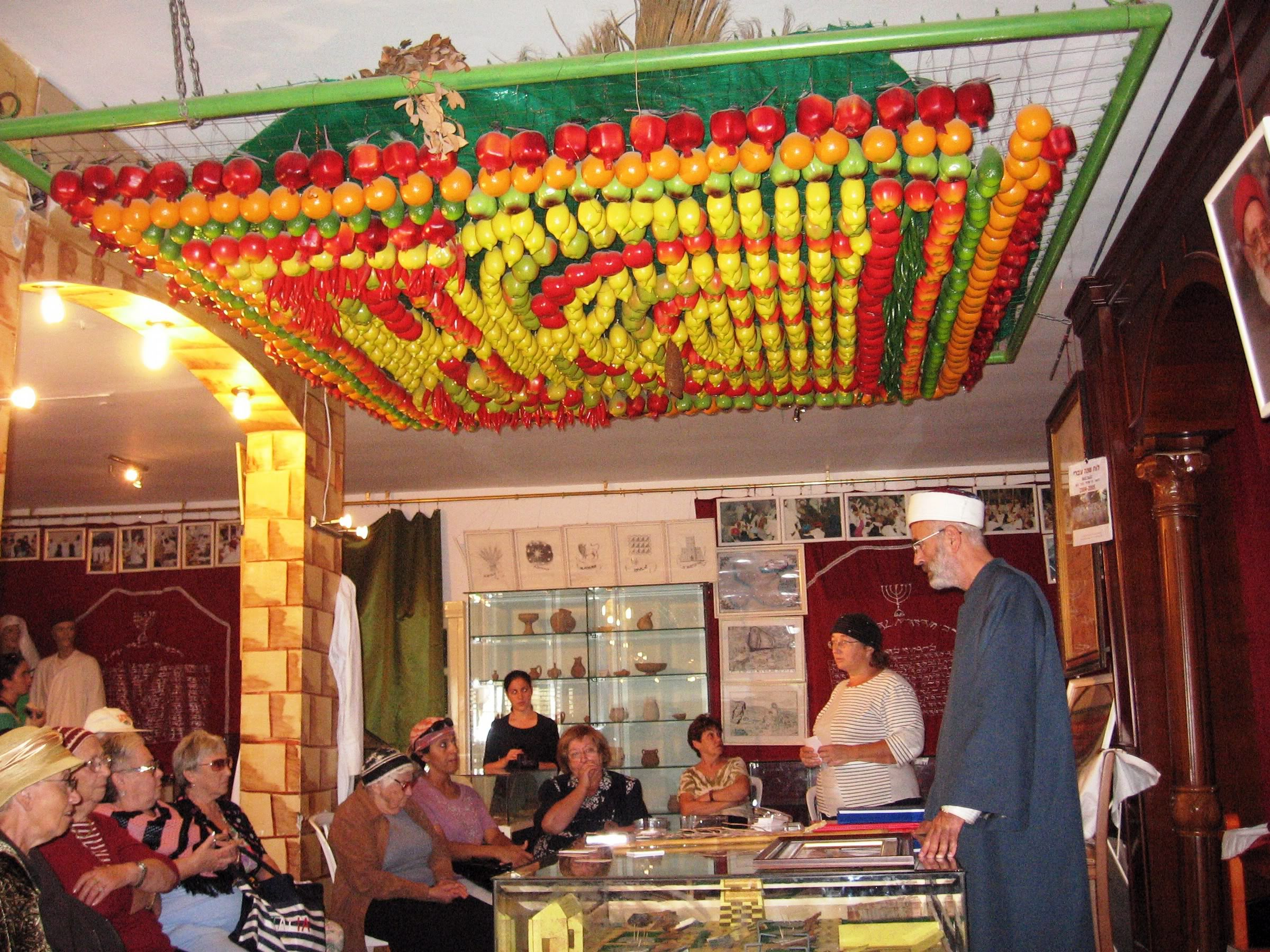
Самаритяне понимают библейский отрывок Лев. 23:40 как указание об украшении шалаша
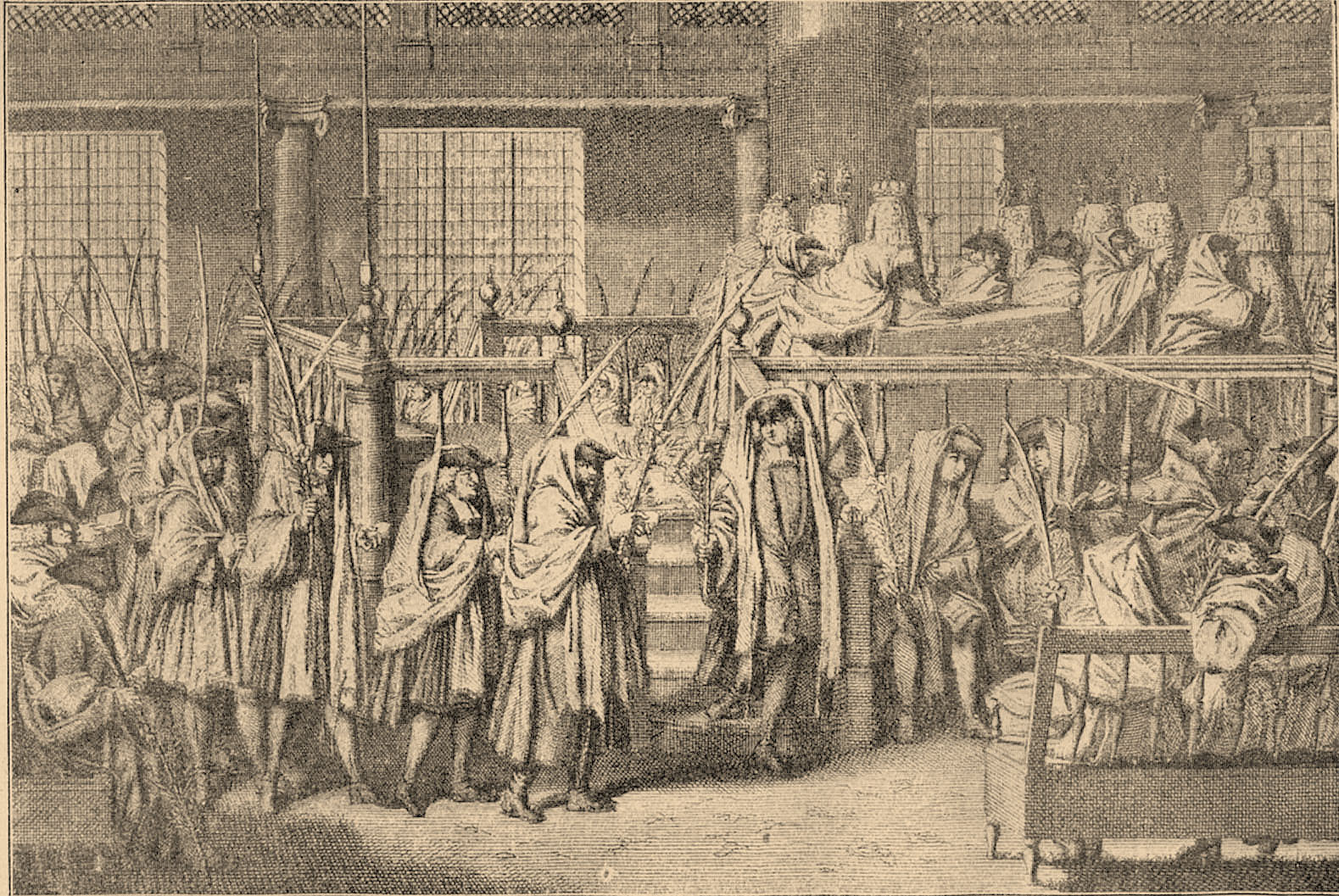
Шествие с лулавом вокруг алтаря. Иллюстрация из Еврейской энциклопедии Брокгауза и Эфрона
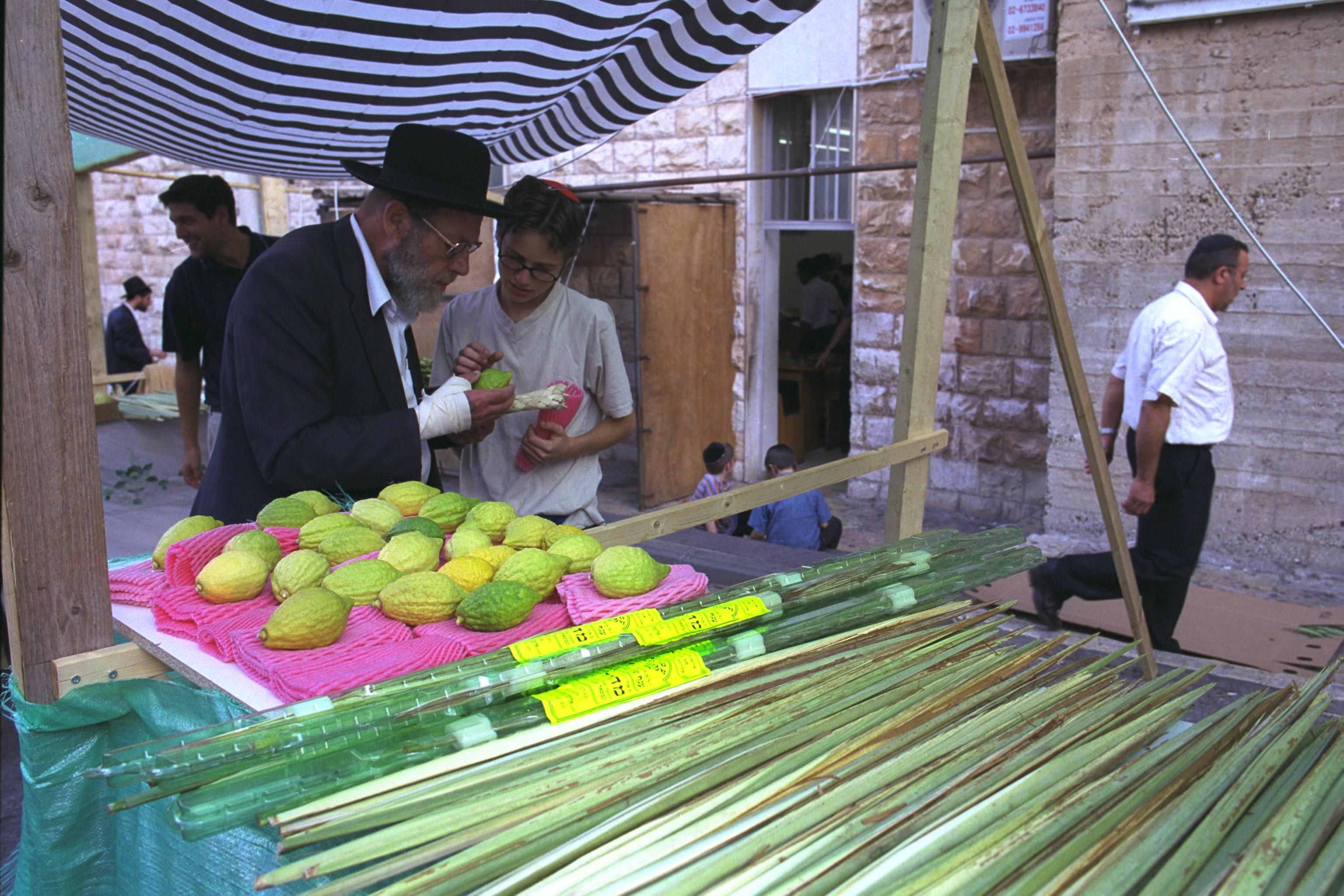
Ярмарка четырёх видов растений накануне праздника Суккот
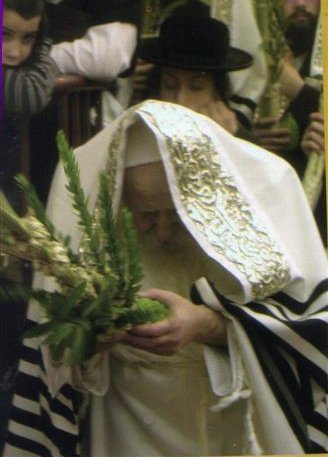
Хабадский ребе во время трясения лулавом в молитве «Галель» на праздник Суккот
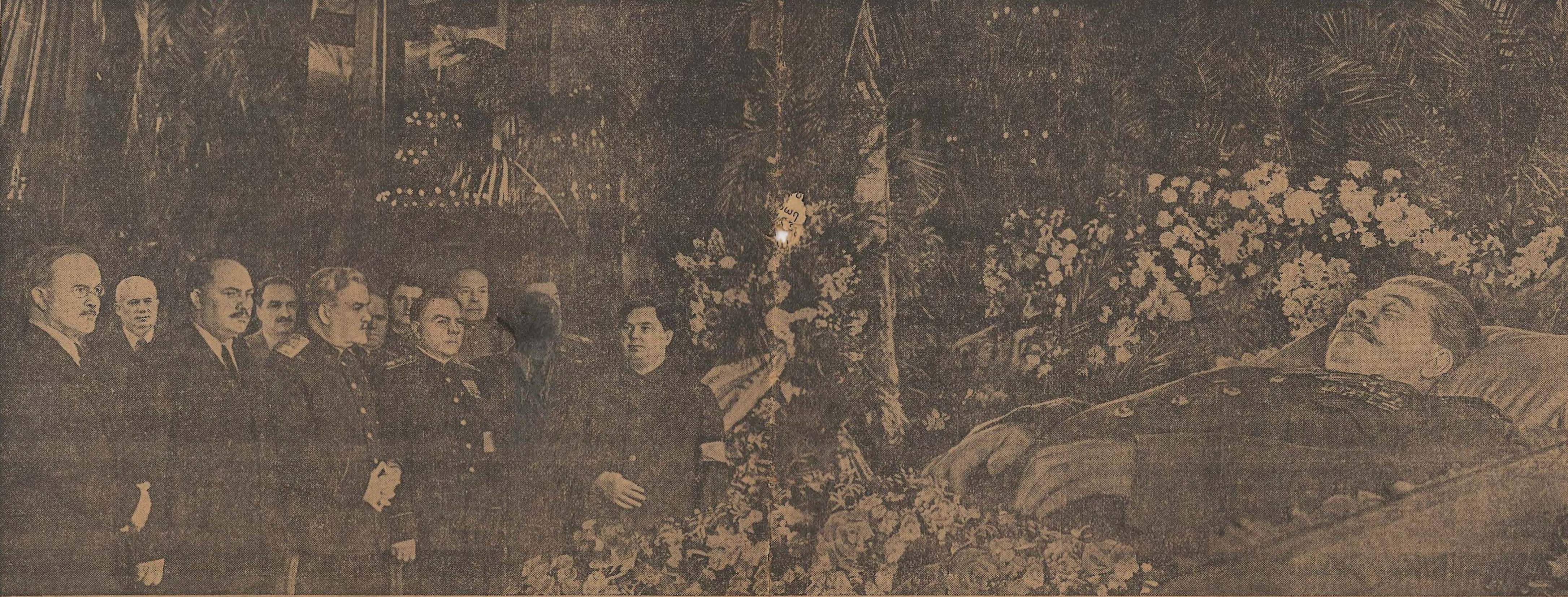
Пальмами украшен зал на похоронах И. С. Сталина